# Sirystes albogriseus
El mosquero del Chocó (Syristes albogriseus), también denominado mosquero silbador occidental, sirystes o siristes del Chocó (en Ecuador y Panamá) o atrapamoscas silbador (en Colombia, es una especie de ave paseriforme de la familia Tyrannidae  perteneciente al género Sirystes. Es nativa del noroeste de América del Sur y extremo oriental de América Central. Este género era monotípico hasta mayo de 2014 en que algunas subespecies de Sirystes sibilator fueron separadas y elevadas al rango de especies, con base en diferencias de vocalización y morfológicas.

## Distribución y hábitat
Se distribuye desde el este de Panamá (hacia el este desde el este de Colón y centro de la provincia de Panamá), noroeste de Colombia (al sur desde Chocó y Córdoba) y noroeste de Ecuador (localmente en el oeste de Esmeraldas al sur hasta Pichincha y norte de Manabí).
Esta especie es considerada poco común y local, tal vez algo ignorada, en sus hábitats naturales: las selvas húmedas y crecimientos secundarios altos, usualmente encontrada en el dosel, ocacionalmente más bajo en los bordes de las selvas; hasta los 900 m de altitud en el este de Panamá, pero únicamente abajo de los 500 m en el oeste de Colombia y noroeste de Ecuador.

## Sistemática

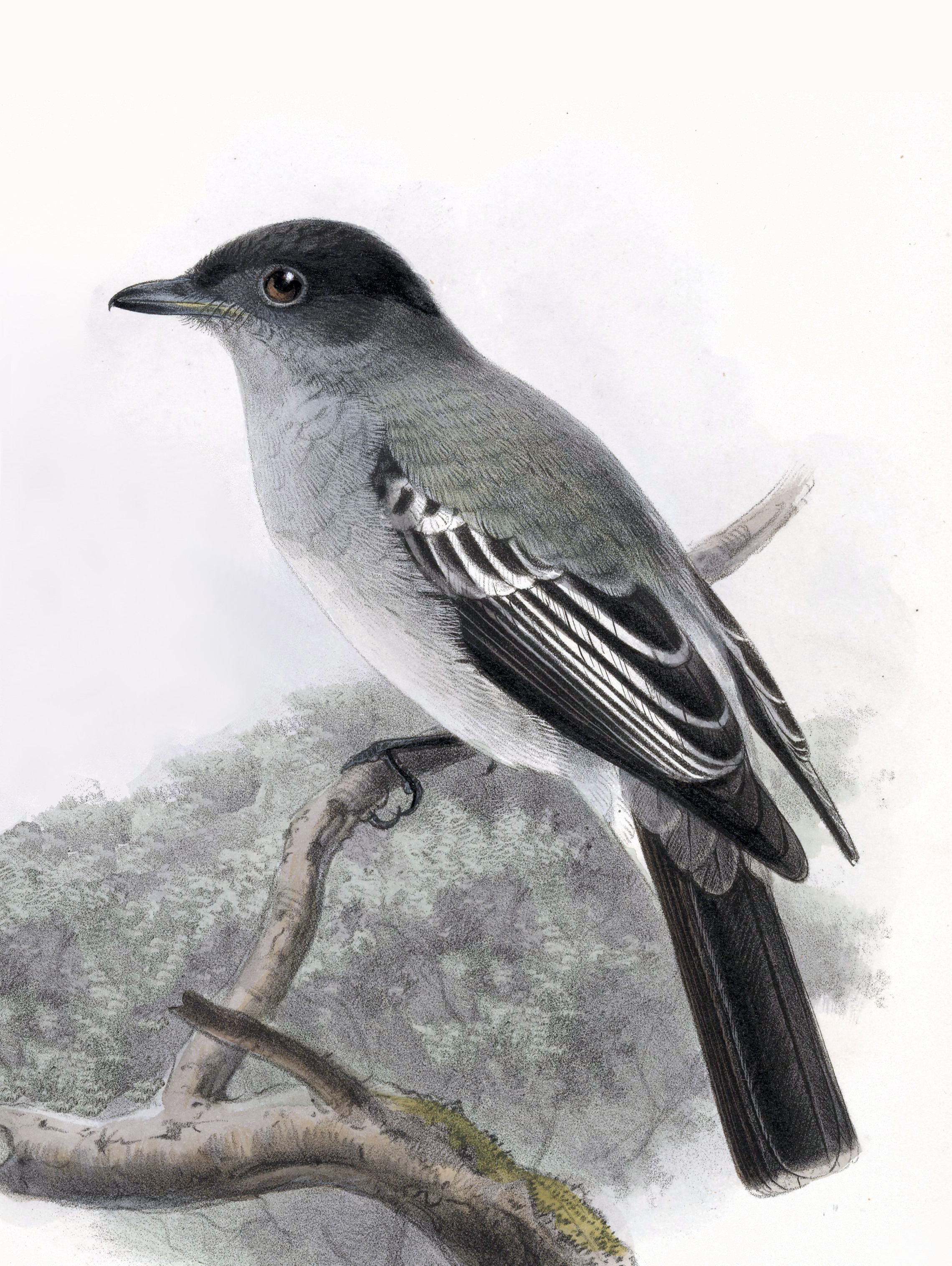
Sirystes albogriseus, ilustración de Keulemans para Biologia Centrali-Americana, 1902.

### Descripción original
La especie S. albogriseus fue descrita por primera vez por el ornitólogo estadounidense George Newbold Lawrence en 1863 bajo el nombre científico Lipaugus albogriseus; su localidad tipo es: «a lo largo del ferrocarril de Panamá, holotipo de Lion Hills».

### Etimología
El nombre genérico femenino «Sirystes» deriva del griego «suristēs» que significa ‘gaitero’; y el nombre de la especie «albogriseus», se compone de las palabras del latín «albus» que significa ‘blanco’, y «griseus» que significa ‘gris’.

### Taxonomía
Anteriormente tratada como la subespecie S. sibilator albogriseus de S. sibilator, ya era elevada al rango de especie plena por diversos autores, como Ridgely & Greenfield (2001), seguido por Jahn et al. (2002), Hilty (2003), Gill & Wright (2006), Ridgely & Tudor (2009), McMullan & Navarrete (2013) y otros. En mayo de 2014, con base principalmente en diferencias de vocalización discutidas en Ridgely & Tudor (1994) y Donegan (2013), el Comité de Clasificación de Sudamérica (SACC), confirmó la elevación en la Propuesta 610 (A). Es monotípica.